# Jeokseong-myeon, Danyang-gun
Jeokseong-myeon (koreanska: 적성면) är en socken i den centrala delen av Sydkorea, 135 km sydost om huvudstaden Seoul. Den ligger i kommunen Danyang-gun i provinsen Norra Chungcheong.